# Hugh Mitchell
Hugh Mitchell (n. Winchester, 7 de septiembre de 1989) es un actor británico.

## Biografía
Hugh Mitchell es más conocido por el papel de Colin Creevey en Harry Potter y la cámara secreta. Mitchell también puso la voz de Colin en la versión del videojuego de Harry Potter y la Orden del Fénix. También hizo el papel de Silas cuando era joven en El código Da Vinci.
Más recientemente apareció en The Last Weekend, junto a Rupert Penry-Jones, como Archie.
Actualmente Mitchell se dedica a la fotografía.

## Filmografía

### Cine
| Año  | Título                                  | Rol                     | Notas      |
| ---- | --------------------------------------- | ----------------------- | ---------- |
| 2002 | Harry Potter y la cámara secreta        | Colin Creevey           |            |
| 2002 | Nicholas Nickleby                       | Young Nicholas Nickleby |            |
| 2003 | State of Mind                           | Adam Watson             | Telefilme  |
| 2003 | Wondrous Oblivion                       | Hargreaves              |            |
| 2003 | Henry VIII                              | Príncipe Edward         | Telefilme  |
| 2003 | Interviews with Students                | Él mismo                | Documental |
| 2005 | Tom Brown's School Days                 | Ron Green               | Telefilme  |
| 2005 | Beneath the Skin                        | Josh Hintlesham         | Telefilme  |
| 2006 | El código Da Vinci                      | Silas joven             |            |
| 2009 | Tormented                               | Tim                     |            |
| 2012 | The Last Weekend: Detrás de las escenas | Él mismo                | Documental |

### Televisión
| Año  | Título           | Rol                      | Notas                                                               |
| ---- | ---------------- | ------------------------ | ------------------------------------------------------------------- |
| 2006 | Judge John Deed  | Macdonald Brock          | Serie; 1 Episodio: "Lost Youth"                                     |
| 2007 | Waking the Dead  | Mark Lennon              | Serie; 2 Episodios: - "Double Bind: Part 1" - "Double Bind: Part 2" |
| 2010 | Life of Riley    | Ben                      | Serie; 1 episodio: "Crazy"                                          |
| 2012 | The Last Weekend | Archie                   | Serie; 2 episodios: Episodios #1.1 y #2.3                           |
| 2012 | Parade's End     | Segundo teniente Bennett | Serie; 1 episodio: "Episodio #1.5"                                  |
| 2013 | The White Queen  | Richard Welles           | Serie                                                               |
| 2013 | Whitechapel      | William Tierney Clark    | Serie; 1 episodio: "Episodio #4.4"                                  |
| 2015 | Holby City       | Teddy Framton            | Serie; 1 episodio: "Episodio #17.31"                                |
| 2015 | Wallander        | Pontus Ericsson          | Serie; 1 episodio: "Episodio #4.2"                                  |

### Videojuegos
| Año  | Título                            | Rol                 |
| ---- | --------------------------------- | ------------------- |
| 2007 | Harry Potter y la Orden del Fénix | Colin Creevey (voz) |